# Гомбоџаб Цибиков
Гомбоџаб Цебекович Цибиков (монг. Цэвэгийн Гомбожав и друге варијанте, рус. Гомбожаб Цэбекович Цыбиков; 20. април (?) 1873, Урдо-Ага, Забајкалска област — 20. септембар 1930, Агинскоје, Бурјатија), био је путник, истраживач, етнограф, оријенталиста, будиста и лидер образовања Руске империје, СССР и МПР, професор неколико универзитета.
Он је постао познат као први фотограф Ласе и Централног Тибета, и као аутор описује путовање на Тибет из 1899 — 1902, што је преведено на неколико језика.